# Halocladius millenarius
Halocladius millenarius är en tvåvingeart som först beskrevs av Santos Abreu 1918.  Halocladius millenarius ingår i släktet Halocladius och familjen fjädermyggor. Inga underarter finns listade i Catalogue of Life.